# Casamento entre pessoas do mesmo sexo no Reino Unido
O casamento entre pessoas do mesmo sexo no Reino Unido é legal em todo o território. Embora o casamento seja uma questão legislativa descentralizada, diferentes regiões do Reino Unido o legalizaram em momentos distintos. Na Inglaterra e no País de Gales, o casamento entre pessoas do mesmo sexo foi reconhecido e passou a ser permitido a partir de março de 2014. Na Escócia, foi legalizado em dezembro de 2014, e na Irlanda do Norte, a legalização ocorreu em janeiro de 2020. As parcerias civis, que oferecem a maioria dos direitos e benefícios do casamento, mas não todos, são reconhecidas no Reino Unido desde 2005. O Reino Unido foi o 27º país do mundo e o 16º da Europa a permitir o casamento entre pessoas do mesmo sexo em todo o território. Pesquisas de opinião indicam que a maioria da população britânica apoia o reconhecimento legal do casamento entre pessoas do mesmo sexo.
A legislação [en] que permitiu o casamento entre pessoas do mesmo sexo na Inglaterra e no País de Gales foi aprovada pelo Parlamento do Reino Unido em julho de 2013, entrando em vigor em 13 de março de 2014. Os primeiros casamentos entre pessoas do mesmo sexo ocorreram em 29 de março de 2014.
Na Escócia, a legislação [en] que possibilitou o casamento entre pessoas do mesmo sexo foi aprovada pelo Parlamento escocês em fevereiro de 2014 e entrou em vigor em 16 de dezembro de 2014. As primeiras cerimônias de casamento para casais do mesmo sexo que já estavam em parcerias civis ocorreram em 16 de dezembro, enquanto os primeiros casamentos entre casais que não estavam em parcerias civis aconteceram em 31 de dezembro de 2014.
A legislação [en] que permitiu o casamento entre pessoas do mesmo sexo na Irlanda do Norte foi aprovada pelo Parlamento do Reino Unido em julho de 2019, entrando em vigor em 13 de janeiro de 2020. A primeira cerimônia de casamento entre pessoas do mesmo sexo na Irlanda do Norte foi realizada em 11 de fevereiro de 2020.
O casamento entre pessoas do mesmo sexo é legal em oito dos quatorze Territórios Britânicos Ultramarinos. Ele foi reconhecido na Geórgia do Sul e nas Ilhas Sandwich do Sul desde 2014, em Akrotiri e Dhekelia e no Território Britânico do Oceano Índico (somente para militares do Reino Unido) desde 3 de junho de 2014, nas Ilhas Pitcairn desde 14 de maio de 2015, no Território Antártico Britânico desde 13 de outubro de 2016, em Gibraltar desde 15 de dezembro de 2016, nas Ilhas Falkland desde 29 de abril de 2017 e em Santa Helena, Ascensão e Tristão da Cunha desde 20 de dezembro de 2017. O casamento entre pessoas do mesmo sexo foi legalizado nas Bermudas entre 2017 e 2022, sendo que as parcerias domésticas para casais do mesmo sexo estão disponíveis nas Bermudas desde 1º de junho de 2018. As parcerias civis foram legalizadas nas Ilhas Cayman em 4 de setembro de 2020.
O casamento entre pessoas do mesmo sexo também é legal nas dependências da Coroa. Ele foi reconhecido e passou a ser permitido na Ilha de Man desde 22 de julho de 2016, em Jersey desde 1º de julho de 2018 e no Bailiado de Guernsey em momentos distintos: em Guernsey desde 2 de maio de 2017, em Alderney desde 14 de junho de 2018 e em Sark desde 23 de abril de 2020.

## Histórico

### Histórico jurídico

Reconhecimento de uniões entre pessoas do mesmo sexo nos Territórios Britânicos Ultramarinos, nas Dependências da Coroa e nos territórios administrativos.
Casamento
Uniões domésticas
Reconhecimento doméstico limitado
Não reconhecido(A) Ilha de Man; (B) Guernsey; (C) Jersey; (1) Reino Unido; (2) Gibraltar; (3) Akrotiri e Dhekelia; (4) Bermudas; (5) Ilhas Turks e Caicos; (6) Ilhas Virgens Britânicas; (7) Anguilla; (8) Ilhas Cayman; (9) Montserrat; (10) Ilhas Pitcairn; (11) Santa Helena, Ascensão e Tristão da Cunha; (12) Território Britânico do Oceano Índico; (13) Ilhas Falkland; (14) Ilhas Geórgia do Sul e Sandwich do Sul; (15) Território Antártico Britânico

Na lei comum, um casamento entre pessoas do mesmo sexo era considerado nulo ab initio. Em 1680, Arabella Hunt [en] casou-se com "James Howard"; no entanto, em 1682, o casamento foi anulado com base no fato de que Howard era, na verdade, Amy Poulter, uma "mulher perfeita em todas as suas partes", e o casamento entre duas mulheres não era reconhecido como válido. Em 30 de março de 1834, Anne Lister e Ann Walker se casaram na Igreja da Santíssima Trindade [en], em York. Embora as duas se considerassem casadas, não havia reconhecimento legal de sua união. A igreja foi descrita como "um ícone do que é interpretado como o local do primeiro casamento lésbico realizado na Grã-Bretanha", e hoje o edifício abriga uma placa azul comemorativa. O casal viveu junto em Shibden Hall até a morte de Lister em 1840.
Em 1866, no caso Hyde v Hyde and Woodmansee [en] (relacionado à poligamia), a sentença de Lord Penzance [en] afirmou: "O casamento, conforme entendido na cristandade, é a união voluntária para toda a vida de um homem e uma mulher, com a exclusão de todos os outros."
Em Talbot (também conhecido como Poyntz) v Talbot, em 1967, a proibição foi considerada extensiva quando um dos cônjuges era um transexual recém-operado. O juiz Roger Ormrod [en] declarou: "O casamento é um relacionamento que depende do sexo, não do gênero." Em 1971, a Lei de Nulidade do Casamento [en] foi aprovado, proibindo explicitamente os casamentos entre casais do mesmo sexo na Inglaterra e no País de Gales. Durante os debates parlamentares sobre a lei de 1971, discutiu-se a questão do transexualismo, mas não a da homossexualidade.
A legislação de 1971 foi posteriormente substituída pela Lei de Causas Matrimoniais de 1973, que também declarou que um casamento era nulo se as partes não fossem, respectivamente, homem e mulher. A proibição de casamentos entre pessoas do mesmo sexo também foi incluída na legislação de casamentos da Escócia e da Irlanda do Norte. A Ordem de Casamento (Irlanda do Norte) de 2003 estabeleceu que havia um impedimento legal para o casamento caso as partes fossem do mesmo sexo. No entanto, os Regulamentos de Casamento (Casais do mesmo sexo) e Parceria Civil (Casais de sexo oposto) (Irlanda do Norte) de 2019 removeram essa disposição. A Lei de Casamento (Escócia) de 1977 também continha um impedimento legal semelhante, mas após a aprovação da Lei de Casamento e Parceria Civil (Escócia) de 2014, a lei não proíbe mais casamentos entre pessoas do mesmo sexo.
Em 17 de julho de 2013, o consentimento real foi concedido à Lei do Casamento (casais do mesmo sexo) de 2013. Em 10 de dezembro de 2013, o governo de Sua Majestade anunciou que os primeiros casamentos entre pessoas do mesmo sexo seriam realizados a partir de 29 de março de 2014.

### Uniões civis
A Lei de União Civil de 2004 [en] entrou em vigor em dezembro de 2005, criando as parcerias civis, que concederam aos casais do mesmo sexo que as formalizaram a maioria dos direitos e responsabilidades do casamento. Embora essas parcerias tenham sido chamadas de "casamentos gays" por alguns meios de comunicação britânicos, o governo deixou claro que não se tratavam de casamentos. Antes disso, em 2001, o prefeito de Londres,  Ken Livingstone, criou um registro informal de parcerias em Londres, embora sem qualquer reconhecimento legal.
Com a entrada em vigor da Seção 9 da Lei do Casamento (Casais do Mesmo Sexo) de 2013, qualquer casal registrado em uma parceria civil passou a ter a possibilidade de converter essa parceria em um casamento.

### Wilkinson v. Kitzingere outros
Em 26 de agosto de 2003, Celia Kitzinger e Sue Wilkinson, ambas professoras universitárias britânicas, casaram-se legalmente na Colúmbia Britânica, Canadá. No entanto, ao retornarem ao Reino Unido, o casamento não foi reconhecido pela legislação britânica. De acordo com a Lei de Parceria Civil subsequente, a união foi convertida em uma parceria civil. O casal entrou com uma ação para o reconhecimento de seu casamento, argumentando que, sendo legal no país onde foi celebrado e atendendo aos requisitos de reconhecimento de casamentos no exterior, deveria ser tratado da mesma forma que um casamento entre casais heterossexuais. Eles rejeitaram a conversão do casamento em parceria civil, considerando-a uma opção inferior, tanto prática quanto simbolicamente. O casal foi representado pelo grupo de direitos civis Liberty, e o diretor jurídico da organização, James Welch, afirmou que a questão envolvia justiça e igualdade, destacando que o casamento do casal deveria ser reconhecido, e que eles "não deveriam se contentar com a segunda melhor opção de uma parceria civil".
A Suprema Corte britânica anunciou sua decisão em 31 de julho de 2006, determinando que a união de Kitzinger e Wilkinson não receberia o status de casamento, mantendo o reconhecimento como parceria civil na Inglaterra e no País de Gales. O presidente da Divisão de Família, Sir Mark Potter, argumentou que "relacionamentos duradouros entre pessoas do mesmo sexo não são de forma alguma inferiores", e que a legislação inglesa não sugeria tal inferioridade ao reconhecê-los como parcerias civis. Ele definiu o casamento como uma "instituição milenar", historicamente entendida como a união entre um homem e uma mulher. Embora concordasse com a alegação do casal de que estavam sendo discriminados pela Lei de Parceria Civil de 2004, considerou que a distinção entre casamento e parceria civil tinha um "objetivo legítimo", sendo "razoável e proporcional" e dentro da margem de apreciação concedida aos Estados pela Convenção Europeia de Direitos Humanos. O Procurador Geral, Peter Goldsmith [en], solicitou £25.000 em custos legais do casal, valor que a Suprema Corte determinou que eles pagassem.
Wilkinson e Kitzinger expressaram grande decepção com a decisão, não apenas em relação a eles próprios, mas também pelas "famílias de lésbicas e gays de todo o país". Elas afirmaram que "negar nosso casamento não faz nada para proteger o casamento heterossexual, apenas perpetua a discriminação e a desigualdade", e que a decisão tratava os relacionamentos LGBTQ+ como inferiores aos heterossexuais, criando uma "instituição expressamente diferente e totalmente separada". Apesar da frustração, o casal afirmou acreditar que a sentença "não resistiria ao teste do tempo" e expressaram esperança por um futuro em que "houvesse igualdade total no casamento". Inicialmente, anunciaram a intenção de recorrer da decisão, mas posteriormente abandonaram a ideia devido à falta de recursos financeiros.
O ativista pelos direitos dos homossexuais, Peter Tatchell [en], criticou a oposição do governo ao casamento entre pessoas do mesmo sexo e a exigência de £25.000 em custos legais do casal, apontando que isso prejudicou as "credenciais favoráveis aos homossexuais" do governo. Tatchell sugeriu que a exigência de custos legais tinha a intenção de prejudicar financeiramente o casal, dificultando o recurso. Ele afirmou estar "irritado, mas não abatido" com a decisão, considerando-a um revés temporário na "longa luta pela igualdade no casamento”.

## Debate

### Grupos de campanha
A campanha Equal Marriage, em favor do casamento entre pessoas do mesmo sexo na Escócia, foi criada pela Equality Network [en] em 2008, com o objetivo de garantir o reconhecimento do casamento entre pessoas do mesmo sexo e parcerias civis entre pessoas de sexos diferentes na Escócia. Na Inglaterra e no País de Gales, a primeira grande campanha a favor do casamento entre pessoas do mesmo sexo foi a Equal Love [en], fundada por Peter Tatchell em 2010. A primeira grande campanha contra o casamento entre pessoas do mesmo sexo na Grã-Bretanha foi a Escócia pelo Casamento, criada em 2011, seguida pela Coalition for Marriage [en] na Inglaterra e no País de Gales, em 2012. Campanhas subsequentes, a favor e contra o casamento entre pessoas do mesmo sexo, foram estabelecidas por diversas organizações, incluindo a Coalition for Equal Marriage [en] e a Out4Marriage [en], ambas criadas na Inglaterra em 2012. Na Irlanda do Norte, uma campanha em favor do casamento igualitário foi iniciada em junho de 2012 pelo ativista LGBT e político Gary Spedding, com o objetivo de desafiar as atitudes sociais e fazer lobby junto à Assembleia da Irlanda do Norte para promulgar uma legislação que permitisse o casamento entre pessoas do mesmo sexo.

### Partidos políticos
Partido Conservador: Durante a corrida para as eleições gerais de 2010, o então Chanceler Sombra do Tesouro, George Osborne, afirmou que um governo conservador ficaria disposto a "considerar o caso" para acabar com a proibição do casamento entre pessoas do mesmo sexo, embora tenha sido criticado por não fazer promessas específicas. Em 4 de maio de 2010, o partido publicou o Contract for Equalities, no qual afirmava que "consideraria" o reconhecimento de uniões civis como casamentos caso fosse eleito.
Partido Trabalhista: Em abril de 2010, a Ministra do Trabalho para a Igualdade, Harriet Harman, ao ser questionada sobre o casamento entre pessoas do mesmo sexo, declarou que a questão era uma "área em desenvolvimento" e que o governo ainda tinha "um longo caminho a percorrer" em relação aos direitos dos homossexuais. O Primeiro-Ministro Gordon Brown afirmou que o governo não permitia o casamento entre pessoas do mesmo sexo porque este estava "intimamente ligado a questões de liberdade religiosa". Durante a campanha eleitoral para a liderança do Partido Trabalhista em 2010, todos os candidatos se manifestaram a favor de uma reforma para permitir o reconhecimento do casamento entre pessoas do mesmo sexo. Após a vitória de Ed Miliband, a reforma passou a ser a política oficial do partido, que apoiou a consulta do Governo de Sua Majestade e pediu que a legislação fosse apresentada o mais rápido possível.
Liberais Democratas: O líder Nick Clegg declarou em 2009 que seu partido apoiava a legalização do casamento entre pessoas do mesmo sexo. Em 4 de julho de 2009, Clegg escreveu um artigo para o LabourList [en], afirmando que “embora as parcerias civis tenham sido um passo à frente, até que o casamento entre pessoas do mesmo sexo seja permitido, é impossível afirmar que casais gays e heterossexuais sejam tratados igualmente”. Posteriormente, o grupo de direitos LGBT do partido, o Liberais Democratas LGBT+, lançou a petição Marriage Without Borders, pedindo a remoção das restrições de gênero ao casamento e o reconhecimento dos relacionamentos entre pessoas do mesmo sexo em toda a Europa e internacionalmente. A petição foi apresentada na Parada do Orgulho de Manchester e na Parada do Orgulho de Reading em 2009, e lançada online em janeiro de 2010, após uma entrevista com Clegg na revista Attitude, na qual ele reafirmou seu compromisso com o casamento entre pessoas do mesmo sexo. Contudo, essa questão não foi incluída no manifesto do partido. Em julho de 2010, o vice-líder liberal democrata Simon Hughes [en] confirmou que o governo de coalizão estava planejando abrir o casamento para casais do mesmo sexo, afirmando: “Seria apropriado na Grã-Bretanha em 2010, 2011, que houvesse a possibilidade de casamento civil para pessoas heterossexuais e homossexuais igualmente... O Estado deve oferecer igualdade. Já estamos na metade do caminho. Acho que devemos conseguir chegar lá neste parlamento”. Em setembro de 2010, os Liberais Democratas votaram em sua Conferência Federal de Outono para tornar o casamento entre pessoas do mesmo sexo uma política oficial do partido em Westminster. Já os liberais democratas escoceses haviam aprovado uma moção em sua conferência de primavera de 2010, pedindo ao governo escocês que permitisse o casamento de casais do mesmo sexo, considerando a exclusão desses casais do casamento como uma "discriminação que precisa acabar”.
Partido Verde da Inglaterra e do País de Gales: Em 22 de maio de 2009, o Partido Verde pediu o fim da proibição de casamentos civis entre casais do mesmo sexo na Grã-Bretanha e em outros estados-membros da União Europeia. A líder do partido, Caroline Lucas, afirmou que o partido apoiava o casamento para casais do mesmo sexo e que casais do mesmo sexo casados que viajam pela Europa deveriam ter seu relacionamento reconhecido da mesma forma que os casais heterossexuais casados. Peter Tatchell, que na época era o candidato do partido para Oxford East [en], disse que existia uma "colcha de retalhos confusa" de diferentes leis de parceria em toda a Europa e que, para a maioria dos casais de lésbicas e gays, seus direitos legais "param em suas próprias fronteiras". Ele argumentou que o "melhor e mais universalmente reconhecido sistema de parceria" é o casamento civil e que "qualquer coisa menos que isso é de segunda classe e discriminação”.

### Entidades religiosas
Em sua Reunião Anual de 2009, os Quakers decidiram reconhecer igualmente os casamentos entre pessoas do mesmo sexo e do sexo oposto, passando a realizar cerimônias de casamento para casais do mesmo sexo. Com isso, tornaram-se a primeira grande denominação religiosa no Reino Unido a adotar essa posição. Na época, a legislação não permitia que os registradores oficializassem legalmente casamentos entre pessoas do mesmo sexo, mas os Quakers afirmaram que a lei não os impedia de “desempenhar um papel central na celebração e no registro de casamentos entre pessoas do mesmo sexo” e pediram ao governo que alterasse a legislação para que esses casamentos fossem reconhecidos. Em 2012, em um comunicado conjunto, os Quakers, os judeus liberais [en] e os unitaristas expressaram seu apoio à consulta sobre o casamento entre pessoas do mesmo sexo.
As principais denominações cristãs se opuseram amplamente à legislação para reconhecer e realizar casamentos entre pessoas do mesmo sexo. Os líderes da Igreja Católica na Inglaterra e no País de Gales se manifestaram fortemente contra, pedindo aos paroquianos e às escolas sob sua responsabilidade que assinassem uma petição contra os planos do governo, uma posição também adotada pela Igreja Católica na Escócia. A Igreja da Inglaterra expressou preocupações de que a legalização do casamento entre pessoas do mesmo sexo pudesse prejudicar sua posição como religião oficial da Inglaterra. Em resposta à consulta do governo sobre o casamento entre pessoas do mesmo sexo em 2012, a Igreja Metodista da Grã-Bretanha [en] reconheceu que muitas igrejas metodistas haviam celebrado a participação de gays e lésbicas em uniões nos 20 anos anteriores, mas observou que a Igreja Metodista não usaria a palavra “casamento” para se referir a uniões entre pessoas do mesmo sexo. No entanto, em junho de 2021, a Conferência da Igreja Metodista votou para permitir que casamentos entre pessoas do mesmo sexo fossem realizados em seus locais de culto.
Em 2012, o Conselho Muçulmano da Grã-Bretanha [en] lançou uma campanha contra o casamento entre pessoas do mesmo sexo. O rabino-chefe, Barão Sacks, e o Conselho Rabínico da Sinagoga Unida também se opuseram aos planos do governo, declarando que o casamento entre pessoas do mesmo sexo era “contrário à lei judaica”.

### Opinião pública

Leis sobre parcerias entre pessoas do mesmo sexo na Europa.
Casamento
União civil
Reconhecimento doméstico limitado (coabitação)
Reconhecimento estrangeiro limitado (direitos de residência)
Não reconhecido
A Constituição limita o casamento a casais do sexo oposto

As pesquisas de opinião têm demonstrado um apoio crescente ao casamento entre pessoas do mesmo sexo entre os britânicos. As atitudes em relação à homossexualidade se tornaram progressivamente mais favoráveis ao longo do tempo. Segundo a Pesquisa de Atitudes Sociais Britânicas [en], em 1983, cerca de 50% a 70% dos entrevistados dos três principais partidos políticos (Conservador, Trabalhista e Liberal Democrata) consideravam a homossexualidade “sempre errada” ou “quase sempre errada”. Em 1993, a oposição à homossexualidade aumentou ligeiramente entre todos os partidos. No entanto, em 2003, as atitudes se tornaram mais tolerantes, com 25% a 50% dos entrevistados considerando a homossexualidade como sempre ou quase sempre errada, e, em 2013, apenas cerca de 20% a 35% dos entrevistados de cada partido ainda mantinham essa opinião. Os entrevistados do Partido Liberal Democrata tendem a ser menos propensos a considerar a homossexualidade como errada em comparação com os entrevistados dos partidos Trabalhista ou Conservador.
Em 2004, uma pesquisa da Gallup revelou que 52% dos entrevistados eram a favor do reconhecimento dos “casamentos entre homossexuais”, enquanto 45% eram contra. A mesma pesquisa também mostrou que 65% apoiavam a permissão de uniões civis para casais do mesmo sexo. Uma pesquisa Eurobarômetro de 2006 indicou que 46% dos britânicos eram a favor do reconhecimento dos casamentos entre pessoas do mesmo sexo em toda a Europa, um número ligeiramente acima da média da União Europeia de 44%. Em setembro de 2008, uma pesquisa realizada pela ICM Research para o The Observer revelou que 55% dos britânicos acreditavam que casais do mesmo sexo deveriam ter o direito de se casar, enquanto 45% discordavam.
Em uma pesquisa de opinião realizada em junho de 2009 pela Populus para o The Times, 61% dos britânicos concordaram com a afirmação de que "casais homossexuais devem ter o mesmo direito de se casar, não apenas de ter parcerias civis", enquanto 33% discordaram. O apoio foi maior entre as pessoas com idades entre 25 e 34 anos (78%) e menor entre as pessoas com mais de 65 anos (37%). A maioria das mulheres (67%) apoiava, em comparação com 55% dos homens. Em termos de intenção de voto, 73% dos eleitores liberais democratas, 64% dos eleitores trabalhistas e 53% dos eleitores conservadores estavam a favor do casamento entre pessoas do mesmo sexo. Uma pesquisa realizada pela Angus Reid Public Opinion em julho de 2010 mostrou que 78% dos britânicos apoiavam o casamento entre pessoas do mesmo sexo ou a união civil, com 41% favoráveis ao casamento entre pessoas do mesmo sexo e 37% às uniões civis.
A Pesquisa de Atitudes Sociais da Escócia de 2010 revelou que 61% dos escoceses eram a favor do casamento entre pessoas do mesmo sexo, comparado a 42% em 2002 e 53% em 2006. Em julho de 2011, uma pesquisa da Angus Reid Public Opinion indicou que 43% dos britânicos acreditavam que os casais do mesmo sexo deveriam ter permissão legal para se casar, enquanto 34% acreditavam que deveriam poder formar apenas parcerias civis. Uma pesquisa da YouGov de março de 2012 mostrou que 43% dos britânicos apoiavam o casamento entre pessoas do mesmo sexo, enquanto 32% apoiavam as parcerias civis e 16% eram contra qualquer reconhecimento legal para relacionamentos entre pessoas do mesmo sexo. O apoio foi particularmente alto entre mulheres, jovens, pessoas na Escócia e eleitores liberais democratas, mas menor entre a classe trabalhadora, os idosos, eleitores conservadores e homens em geral.
Uma pesquisa de junho de 2012 da YouGov indicou que 71% dos britânicos eram favoráveis ao casamento entre pessoas do mesmo sexo. Uma pesquisa de maio de 2013 confirmou o apoio público ao projeto de lei sobre casamento entre pessoas do mesmo sexo, com 53% a favor. Uma segunda pesquisa no mesmo mês revelou que 54% dos britânicos apoiavam o projeto de lei, e 58% dos entrevistados que consideravam o casamento entre pessoas do mesmo sexo uma questão eleitoral importante afirmaram que estariam mais propensos a votar em um partido que apoiasse essa medida.
Uma pesquisa de opinião da BBC Radio em março de 2014 revelou que 68% dos britânicos apoiavam o casamento entre pessoas do mesmo sexo, com 26% se opondo. O apoio foi particularmente alto entre jovens (80% entre 18 e 34 anos), mulheres (75%) e eleitores de partidos progressistas. Entre os muçulmanos britânicos, uma pesquisa de 2015 revelou que apenas 16% concordavam com a legalização do casamento entre pessoas do mesmo sexo, enquanto 56% discordavam. Uma pesquisa do Eurobarômetro de 2015 revelou que 71% dos britânicos acreditavam que o casamento entre pessoas do mesmo sexo deveria ser permitido em toda a Europa.

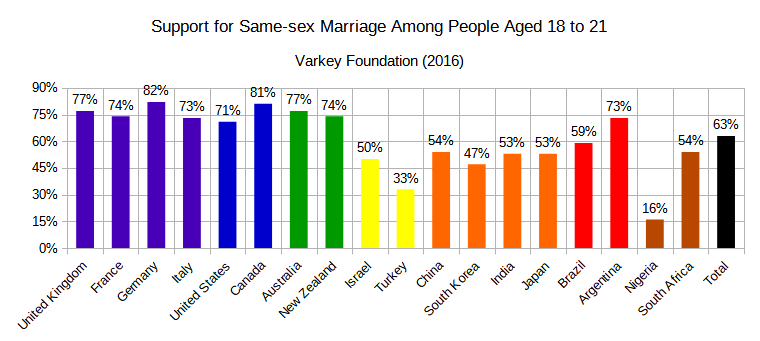
Apoio ao casamento entre pessoas do mesmo sexo entre jovens de 18 a 21 anos, de acordo com uma pesquisa de 2016 da Fundação Varkey.

Em 2016, uma pesquisa da Fundação Varkey indicou que 77% dos jovens de 18 a 21 anos apoiavam o casamento entre pessoas do mesmo sexo no Reino Unido. De acordo com uma pesquisa da Ipsos de abril de 2018, 73% do público britânico apoiavam o casamento entre pessoas do mesmo sexo, enquanto 8% acreditavam que ele deveria ser proibido. Uma pesquisa do Pew Research Center de 2017 mostrou que 77% dos britânicos apoiavam o casamento entre pessoas do mesmo sexo, com 20% se opondo e 3% sem opinião formada. A pesquisa revelou também que 83% dos cristãos não praticantes e 82% das pessoas sem filiação religiosa apoiavam o casamento entre pessoas do mesmo sexo.
Uma pesquisa de junho de 2018 revelou que 80% dos britânicos apoiavam a introdução do casamento entre pessoas do mesmo sexo na Irlanda do Norte, com 66% dos entrevistados da região a favor. O apoio foi alto entre eleitores de partidos progressistas, como 89% dos eleitores trabalhistas e 90% dos liberais democratas. O Eurobarômetro de 2019 constatou que 85% dos britânicos acreditavam que o casamento entre pessoas do mesmo sexo deveria ser permitido em toda a Europa, enquanto 12% eram contra.
Uma pesquisa do Pew Research Center realizada entre fevereiro e maio de 2023 indicou que 74% dos britânicos apoiavam o casamento entre pessoas do mesmo sexo, com 22% se opondo. O apoio foi maior entre eleitores de centro e esquerda (81%), mas também significativo entre eleitores de direita (65%). A pesquisa YouGov de junho de 2023 mostrou que 78% dos britânicos eram favoráveis ao casamento entre pessoas do mesmo sexo.

## Inglaterra e País de Gales

### Histórico e consulta

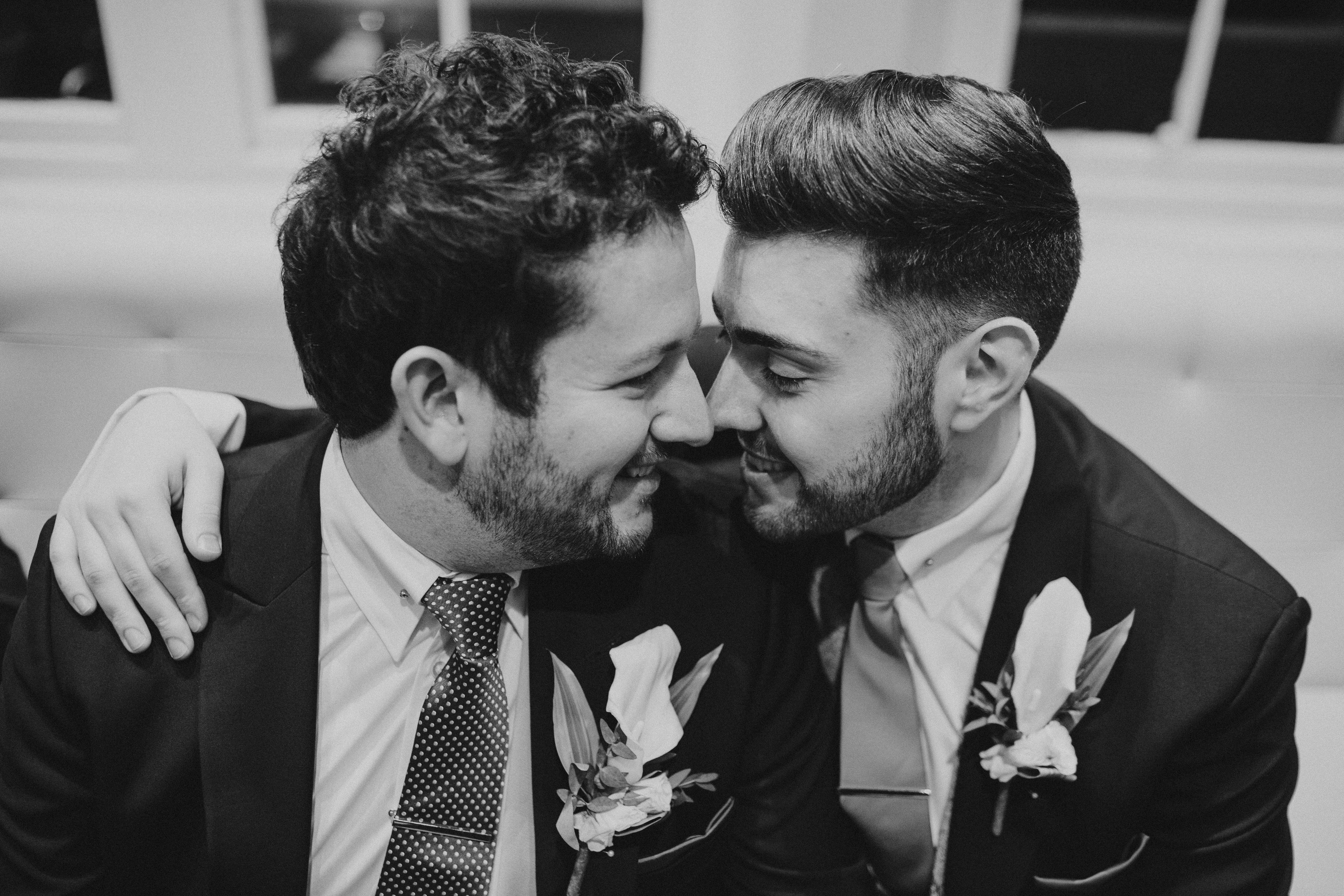
Um casamento entre pessoas do mesmo sexo no Reino Unido, 2015.

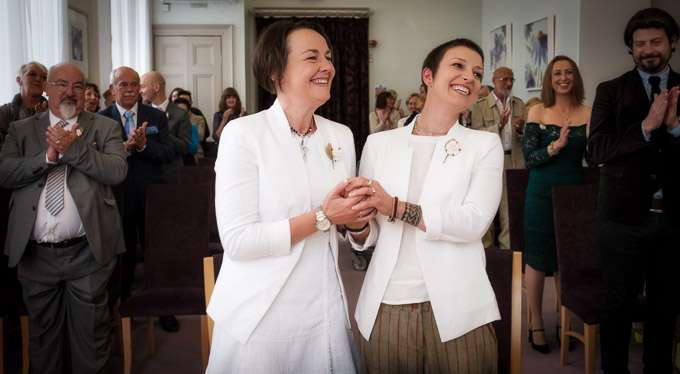
Um casal de lésbicas no dia de seu casamento em Leeds, 2017.

Em 17 de setembro de 2011, durante a Conferência Federal dos Liberais Democratas, Lynne Featherstone [en] anunciou que o Governo de Sua Majestade lançaria uma consulta pública em março de 2012 sobre como implementar o casamento civil igualitário para casais do mesmo sexo, com a intenção de que quaisquer mudanças legislativas fossem feitas até a próxima eleição geral. O Gabinete do Primeiro-Ministro informou que David Cameron havia intervenido pessoalmente em favor da legalização das uniões entre pessoas do mesmo sexo. Em 5 de outubro de 2011, a Conferência do Partido Conservador aplaudiu o apoio de Cameron ao casamento entre pessoas do mesmo sexo em seu Discurso do Líder.
Em 12 de março de 2012, o governo do Reino Unido lançou a consulta pública sobre o casamento civil igualitário na Inglaterra e no País de Gales. As propostas do governo eram as seguintes:
- Permitir que casais do mesmo sexo realizem um casamento civil, ou seja, apenas cerimônias civis em um cartório ou em locais aprovados (como hotéis);
- Não realizar alterações nos casamentos religiosos, os quais continuariam sendo legalmente possíveis apenas entre um homem e uma mulher;
- Manter as parcerias civis para casais do mesmo sexo, permitindo que aqueles que já possuíam uma parceria civil a convertessem em casamento;
- Continuar permitindo registros de parceria civil em locais religiosos, de forma voluntária para grupos religiosos, sem conteúdo religioso;
- Permitir que indivíduos possam mudar legalmente de gênero sem ter que terminar seu casamento.

Diversas organizações políticas e de mídia expressaram apoio à legislação sobre casamento entre pessoas do mesmo sexo na Inglaterra e no País de Gales, incluindo o Partido Verde da Inglaterra e do País de Gales, os Liberais Democratas, o Partido Trabalhista, o Plaid Cymru, bem como os jornais The Times, The Guardian e The Independent, que lançaram a campanha “Equal Partners”. Em 16 de janeiro de 2013, a Coalizão para o Casamento Igualitário anunciou que havia evidências de que a maioria dos parlamentares na Câmara dos Comuns apoiava a proposta.
Os seguintes partidos políticos expressaram oposição à legislação sobre casamento entre pessoas do mesmo sexo na Inglaterra e no País de Gales: o Partido Nacional Britânico, que se opõe tanto ao casamento entre pessoas do mesmo sexo quanto às parcerias civis, e o Partido da Independência do Reino Unido (UKIP).
O Partido Conservador, o Partido Nacional Escocês (SNP) e o Sinn Féin não adotaram uma posição oficial ou se declararam neutros sobre a questão ou sobre a legislação aplicada à Inglaterra e ao País de Gales. No entanto, figuras proeminentes dentro do Partido Conservador, como David Cameron, William Hague, George Osborne e Theresa May, apoiaram a proposta, embora a questão tenha gerado controvérsias internas. Mais da metade dos parlamentares conservadores votou contra o projeto na segunda leitura, mas pesquisas mostraram que a maioria dos eleitores conservadores apoiava a legislação. O Partido Nacional Escocês não vota em questões relacionadas à Inglaterra e ao País de Gales e, portanto, não participou da votação na segunda leitura. Contudo, o governo escocês, liderado pelo SNP, apresentou um projeto de lei para permitir o casamento entre pessoas do mesmo sexo na Escócia. O Sinn Féin, por sua vez, adota uma postura de abstenção e, portanto, não ocupa seus assentos nem vota na Câmara dos Comuns. Em 2012, a primeira moção da Assembleia da Irlanda do Norte, proposta pelo Sinn Féin e pelo Partido Verde da Irlanda do Norte [en], pedindo o casamento entre pessoas do mesmo sexo, foi derrotada pelo Partido Unionista Democrático.
Em 11 de dezembro de 2012, o governo divulgou sua resposta à consulta pública. Das 228.000 respostas recebidas, por meio de formulário on-line, e-mail ou correspondência, 53% concordaram que todos os casais, independentemente de seu gênero, deveriam ter o direito de realizar uma cerimônia de casamento civil, enquanto 46% discordaram e 1% não tinha certeza ou não respondeu à pergunta. Além disso, o governo confirmou ter recebido separadamente dezenove petições de grupos religiosos e organizações como a Coalition for Marriage, com mais de 500.000 assinaturas contrárias ao casamento entre pessoas do mesmo sexo.

### Legislação

Mapa dos distritos eleitorais mostrando como cada um de seus parlamentares votou na segunda leitura do projeto de lei sobre casamento (casais do mesmo sexo), em 5 de fevereiro de 2013. A votação legalizou o casamento entre pessoas do mesmo sexo na Inglaterra e no País de Gales.
Trabalhista/Liberal-Democrata/Verde/Respeito/Plaid Cymru/SDLP/Aliança votos a favor: 270
Votos conservadores a favor: 127
Votos conservadores para ambos: 5
Conservador/Democrata Unionista/Sindicalista Independente votos contra: 146
Votos Trabalhistas/Liberais Democratas contra: 26
Não votou: 74
Assentos vagos: 2

Em 11 de dezembro de 2012, a Ministra da Mulher e da Igualdade, Maria Miller [en], anunciou que o governo do Reino Unido apresentaria uma legislação sobre o casamento entre pessoas do mesmo sexo na Inglaterra e no País de Gales no início de 2013. Em resposta aos resultados da consulta pública, as propostas foram ampliadas para permitir que organizações religiosas optassem por realizar casamentos entre pessoas do mesmo sexo, caso desejassem. Além disso, foi introduzido um "bloqueio quádruplo", um conjunto de medidas para garantir a proteção das liberdades religiosas e evitar que qualquer organização religiosa ou ministro individual fosse forçado a realizar tais cerimônias. As medidas adicionais eram as seguintes:
1. Garantir que a legislação declarasse explicitamente que nenhuma organização religiosa ou ministro individual seria obrigado a casar casais do mesmo sexo ou permitir que isso acontecesse em suas instalações.
2. Prover um sistema de "opt-in" para organizações religiosas que quisessem realizar casamentos para casais do mesmo sexo, permitindo que ministros individuais continuassem a se recusar a realizar tais casamentos, mesmo que sua organização religiosa optasse por isso.
3. Alterar a Lei de Igualdade de 2010 [en] para assegurar que nenhuma reivindicação de discriminação poderia ser apresentada contra organizações religiosas ou ministros individuais que se recusassem a casar casais do mesmo sexo ou permitir que suas instalações fossem usadas para esse fim.
4. Garantir que a legislação não afetasse o direito canônico da Igreja da Inglaterra ou da Igreja no País de Gales, ou seja, a menos que o direito canônico e a legislação sobre casamento entre pessoas do mesmo sexo fossem alterados no futuro, ambas as igrejas estariam legalmente impedidas de realizar casamentos entre pessoas do mesmo sexo.

Além disso, o governo do Reino Unido abordou as preocupações sobre a possibilidade de a Corte Europeia de Direitos Humanos obrigar todas as igrejas a realizar casamentos entre pessoas do mesmo sexo, afirmando que a jurisprudência da Corte e os direitos consagrados na Convenção Europeia de Direitos Humanos colocavam a proteção da crença religiosa acima de qualquer dúvida. O governo afirmou que elaboraria a legislação para minimizar as chances de uma contestação legal bem-sucedida que forçasse organizações religiosas a realizar casamentos para casais do mesmo sexo contra sua vontade.
Em 24 de janeiro de 2013, o Projeto de Lei do Casamento (Casais do Mesmo Sexo) foi apresentado à Câmara dos Comuns por Maria Miller. O debate completo ocorreu na segunda leitura em 5 de fevereiro de 2013, quando o projeto foi aprovado por 400 votos a favor e 175 contra. O projeto foi examinado em 13 sessões pelo Comitê do Projeto de Lei, que revisou o texto linha por linha. A fase de comitê foi concluída em 12 de março de 2013, seguida pela fase de relatório na Câmara dos Comuns entre 20 e 21 de maio de 2013. A terceira leitura ocorreu em 21 de maio, com o projeto aprovado por 366 votos a 161, e, na mesma noite, o projeto foi apresentado na Câmara dos Lordes.

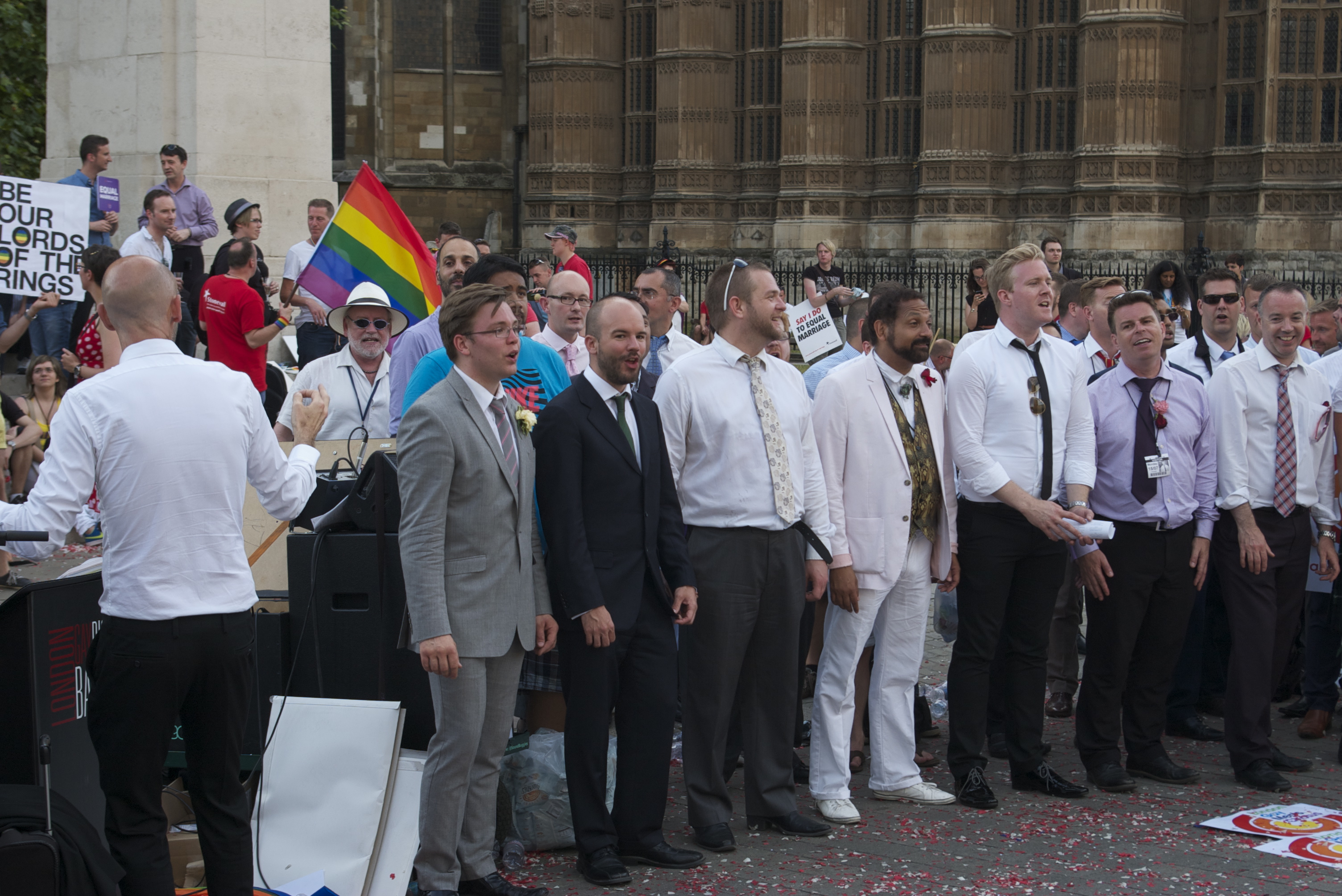
Membros do Coral Gay Masculino de Londres do lado de fora da Câmara dos Lordes comemorando a aprovação em terceira leitura da legislação sobre o casamento entre pessoas do mesmo sexo, 15 de julho de 2013.

Em 4 de junho de 2013, a segunda leitura no Parlamento dos Lordes ocorreu sem oposição, após uma emenda significativa proposta por Lord Dear ser derrotada por uma votação de 390 a 148. O projeto seguiu para a fase de comitê, e foi aprovado na terceira leitura na Câmara dos Lordes em 15 de julho de 2013. As emendas dos Lordes foram aceitas pela Câmara dos Comuns no dia seguinte, e o consentimento real foi concedido pela Rainha Elizabeth II em 17 de julho de 2013.
Em 10 de dezembro de 2013, Maria Miller anunciou que as cerimônias de casamento entre pessoas do mesmo sexo começariam em 29 de março de 2014 na Inglaterra e no País de Gales. Os casais que quisessem ser os primeiros a se casar deveriam notificar sua intenção até 13 de março de 2014. A partir de 13 de março de 2014, os casamentos entre pessoas do mesmo sexo realizados no exterior seriam reconhecidos na Inglaterra e no País de Gales. As disposições que permitiam a conversão de parcerias civis em casamentos e que permitiam que casais casados mudassem seu gênero legal sem dissolver o casamento entraram em vigor em 10 de dezembro de 2014.
Os casamentos entre pessoas do mesmo sexo começaram à meia-noite de 29 de março de 2014, marcando um marco importante na história dos direitos civis no Reino Unido.

## Escócia
O casamento entre pessoas do mesmo sexo é legal na Escócia desde 16 de dezembro de 2014, com os primeiros casamentos realizados em 31 de dezembro de 2014. A legislação estabelece que as organizações religiosas e os celebrantes individuais não têm a obrigação de realizar cerimônias de casamento para casais do mesmo sexo, embora as organizações religiosas possam permitir que seus clérigos o façam.
Em 25 de julho de 2012, o governo escocês anunciou a intenção de legalizar o casamento entre pessoas do mesmo sexo, apesar da oposição da Igreja da Escócia e da Igreja Católica na Escócia. A vice-primeira-ministra, Nicola Sturgeon, afirmou que a medida era a "coisa certa a fazer", ao mesmo tempo em que assegurou que as igrejas não seriam obrigadas a realizar casamentos entre pessoas do mesmo sexo. Durante a fase de consulta, mais de 19.000 mensagens de eleitores foram enviadas aos ministros sobre o tema.
Em 27 de junho de 2013, o governo escocês apresentou o projeto de lei sobre o casamento entre pessoas do mesmo sexo ao Parlamento escocês. Em 4 de fevereiro de 2014, o Parlamento realizou a leitura final do projeto de lei, que foi aprovado por 108 votos a 15 e recebeu o consentimento real em 12 de março de 2014. A legislação permite que as organizações religiosas e de fé sejam isentas de realizar ou participar de casamentos entre pessoas do mesmo sexo, caso isso vá contra suas crenças. Os primeiros casamentos entre pessoas do mesmo sexo na Escócia ocorreram em 31 de dezembro de 2014, embora as parcerias civis pudessem ser convertidas em certidões de casamento a partir de 16 de dezembro, o que fez com que os primeiros casamentos sob a nova legislação fossem reconhecidos naquele dia.

## Irlanda do Norte
O casamento entre pessoas do mesmo sexo foi legalizado na Irlanda do Norte em 13 de janeiro de 2020. Nos anos anteriores, a Assembleia da Irlanda do Norte votou sobre o assunto em cinco ocasiões, com a maioria favorável ao casamento entre pessoas do mesmo sexo em apenas uma dessas votações. Anteriormente, os casamentos entre pessoas do mesmo sexo realizados na Inglaterra, País de Gales e Escócia eram reconhecidos na Irlanda do Norte como parcerias civis.

### Projetos de lei iniciais
A questão do reconhecimento do casamento entre pessoas do mesmo sexo na Irlanda do Norte foi debatida na Assembleia em cinco ocasiões desde 2012. Em quatro dessas ocasiões, a maioria dos membros da Assembleia votou contra a medida, embora, na votação de novembro de 2015, a maioria dos membros tenha apoiado a legalização do casamento entre pessoas do mesmo sexo.
Em 27 de abril de 2015, a Assembleia da Irlanda do Norte votou pela quarta vez sobre o reconhecimento do casamento entre pessoas do mesmo sexo. A moção foi apresentada pelo Sinn Féin, mas foi derrotada por uma maioria de 49 votos a 47. Todos os membros do Partido Democrático Unionista (DUP) votaram contra, enquanto os membros do Sinn Féin, do Partido Verde e do NI21 votaram a favor. Em 2 de novembro de 2015, 105 MLAs votaram a favor da moção para reconhecer o casamento entre pessoas do mesmo sexo, com 53 votos a favor e 52 contra, sendo esta a primeira vez que a proposta obteve uma maioria na Assembleia. Contudo, o DUP apresentou uma petição de preocupação, impedindo que a moção tivesse efeito legal.
O Sinn Féin declarou que a legalização do casamento entre pessoas do mesmo sexo seria uma prioridade para o partido nas eleições da Assembleia de 2016. Em 23 de junho de 2016, o Ministro das Finanças Máirtín Ó Muilleoir [en] anunciou que havia solicitado que os funcionários do Executivo da Irlanda do Norte começassem a elaborar um projeto de lei para permitir o casamento entre pessoas do mesmo sexo, afirmando que os MLAs preferiam votar sobre a questão, em vez de aguardar uma decisão judicial desfavorável. Em outubro de 2016, a Primeira Ministra Arlene Foster reafirmou a oposição do DUP ao casamento entre pessoas do mesmo sexo, afirmando que o partido continuaria a apresentar petições de preocupação para bloquear a medida na Assembleia pelos próximos cinco anos.
Após as eleições de março de 2017, o DUP obteve menos de 30 cadeiras, perdendo assim o direito de bloquear unilateralmente projetos de lei com uma petição de preocupação. Em fevereiro de 2018, a Secretária de Estado da Irlanda do Norte, Karen Bradley [en], afirmou que o casamento entre pessoas do mesmo sexo poderia ser legalizado na Irlanda do Norte pelo Parlamento do Reino Unido, e que o governo provavelmente permitiria [en] um voto de consciência para seus parlamentares, caso essa legislação fosse apresentada. O deputado trabalhista Conor McGinn anunciou que apresentaria um projeto de lei particular para estender o casamento entre pessoas do mesmo sexo à Irlanda do Norte até o final de março de 2018.
O Projeto de Lei do Casamento (Casais do Mesmo Sexo) (Irlanda do Norte) foi apresentado à Câmara dos Comuns em 28 de março de 2018, sendo aprovado em sua primeira leitura. A segunda leitura do projeto foi bloqueada por um deputado conservador em três ocasiões ainda em 2018. Um projeto de lei idêntico foi apresentado à Câmara dos Lordes em 27 de março, pelo Barão Hayward, e também aprovado em sua primeira leitura. No entanto, como ambos os projetos eram de membros privados sem o apoio do governo, eles não avançaram. Em fevereiro de 2019, Lord Hayward retirou uma emenda a um projeto de lei do governo, que se aprovado, teria estendido o casamento entre pessoas do mesmo sexo à Irlanda do Norte, devido à oposição dos membros do governo.
Em 1º de novembro de 2018, o consentimento real foi concedido à Lei da Irlanda do Norte (Formação Executiva e Exercício de Funções) de 2018, que aborda questões relacionadas aos direitos humanos em relação ao casamento entre pessoas do mesmo sexo e ao aborto na Irlanda do Norte. Embora a lei não tenha legalizado o casamento entre pessoas do mesmo sexo, ela instruiu o governo britânico a fornecer “orientações” aos funcionários públicos da Irlanda do Norte sobre a incompatibilidade das leis locais com os direitos humanos em relação a essas duas questões. A lei foi aprovada por 207 votos a 117 na Câmara dos Comuns.

### Legalização em 2019 por Westminster

Mapa dos distritos eleitorais mostrando como cada um de seus parlamentares votou na emenda que estendeu o casamento entre pessoas do mesmo sexo à Irlanda do Norte. A votação legalizou o casamento entre pessoas do mesmo sexo na província.
Trabalhista/Liberal Democrata/ Nacional Escocês/ Mudança no Reino Unido/Plaid Cymru/Verde/Independente votos a favor: 278 (+2 escrutinadores)
Votos conservadores a favor: 105
Votos conservadores/democráticos unionistas contra: 73 (+2 escrutinadores)
Votos de abstenção (Sinn Féin): 190
Assento vago: 1

Em julho de 2019, o deputado Conor McGinn anunciou sua intenção de anexar uma emenda a um próximo projeto de lei administrativo relacionado à Irlanda do Norte, que legalizaria o casamento entre pessoas do mesmo sexo três meses após a aprovação do projeto, caso a Assembleia da Irlanda do Norte permanecesse suspensa. De acordo com os termos da emenda originalmente elaborada, o Executivo da região poderia aprovar ou revogar a medida após a retomada das atividades. A emenda foi aprovada na Câmara dos Comuns com 383 votos a favor e 73 votos contra. Durante sua passagem pela Câmara dos Lordes, a emenda foi ainda mais modificada por Lord Hayward e passou a exigir que o Secretário de Estado emitisse regulamentos para estender o casamento entre pessoas do mesmo sexo à Irlanda do Norte, caso a Assembleia não se reunisse novamente até 21 de outubro de 2019. Se isso ocorresse, os regulamentos entrariam em vigor em 13 de janeiro de 2020. O projeto de lei foi aprovado em suas etapas finais no Parlamento e recebeu o consentimento real em 24 de julho de 2019, tornando-se a Lei da Irlanda do Norte (Formação do Executivo etc.) de 2019.
Em 21 de outubro de 2019, 31 parlamentares unionistas assinaram uma petição para convocar novamente a Assembleia da Irlanda do Norte com o objetivo de aprovar uma legislação que mantivesse o aborto ilegal. A sessão foi boicotada pelo Sinn Féin, pelo Partido da Aliança, pelo Partido Verde e pelo Pessoas Antes do Lucro [en]. Como resultado, o presidente da Assembleia, Robin Newton [en], determinou que a Assembleia não poderia conduzir seus trabalhos sem a eleição de um presidente intercomunitário. A sessão foi, portanto, abandonada, e o Secretário de Estado da Irlanda do Norte, Julian Smith [en], declarou na Câmara dos Comuns que o governo britânico emitiria as regulamentações conforme previsto. Os regulamentos entraram em vigor em 13 de janeiro de 2020, e a primeira cerimônia legal de casamento entre pessoas do mesmo sexo na Irlanda do Norte ocorreu em 11 de fevereiro de 2020, entre Robyn Peoples e Sharni Edwards-Peoples, em Belfast.

### Contestações judiciais
Duas contestações legais à proibição do casamento entre pessoas do mesmo sexo na Irlanda do Norte foram ouvidas na Suprema Corte em novembro e dezembro de 2015. Os processos foram movidos por dois casais, Grainne Close e Shannon Sickles, e Chris e Henry Flanagan-Kanem, que alegaram que a proibição violava seus direitos humanos. O caso foi ouvido simultaneamente a uma ação movida em janeiro de 2015, na qual dois homens que se casaram na Inglaterra buscavam o reconhecimento de seu casamento na Irlanda do Norte. A decisão foi proferida em agosto de 2017; o juiz John Ailbe O'Hara decidiu contra os casais, concluindo que, de acordo com a jurisprudência da Corte Europeia de Direitos Humanos, a recusa da Irlanda do Norte em reconhecer a união como casamento não violava seus direitos. Um dos casais, que teve sua identidade preservada, afirmou que recorreria da decisão. O recurso foi ouvido por um painel de três juízes do Tribunal de Apelação em 16 de março de 2018, e a decisão final foi aguardada para 2019. Em 7 de abril de 2020, o Tribunal de Apelação de Belfast determinou que os casais do mesmo sexo enfrentavam discriminação injustificada ao serem impedidos de se casarem na Irlanda do Norte. No entanto, com as mudanças na legislação que permitiram os casamentos entre pessoas do mesmo sexo desde 11 de fevereiro de 2020, os juízes decidiram não emitir uma declaração formal sobre uma possível violação dos direitos humanos.

### Opinião pública
Uma pesquisa realizada em setembro de 2014, pela LucidTalk para o Belfast Telegraph, mostrou que 40,1% da população apoiava o casamento entre pessoas do mesmo sexo, enquanto 39,4% eram contrários, e 20,5% não tinham uma opinião formada. Entre os que expressaram opinião, 50,5% eram favoráveis e 49,5% eram contra. Uma pesquisa realizada em maio de 2015 constatou que 68% da população apoiava o casamento entre pessoas do mesmo sexo, com o apoio alcançando 75% em Belfast. Em 13 de junho de 2015, uma grande manifestação organizada pelo Congresso Irlandês de Sindicatos [en], pela Anistia Internacional e pelo Projeto Arco-Íris reuniu 20.000 pessoas em Belfast. Uma pesquisa de junho de 2016 apontou que 70% da população apoiava o casamento entre pessoas do mesmo sexo, enquanto 22% eram contra. Outra pesquisa realizada em abril de 2018 revelou que 76% da população da Irlanda do Norte apoiava o casamento entre pessoas do mesmo sexo, enquanto 18% se opunham.

## Casamentos reais entre pessoas do mesmo sexo
Em outubro e novembro de 2021, vários governos europeus, incluindo os da Bélgica, Luxemburgo, Holanda, Noruega e Suécia, confirmaram que os membros de suas respectivas famílias reais poderiam se casar com um parceiro do mesmo sexo sem a necessidade de renunciar à coroa ou perder seus títulos, privilégios reais ou o lugar na linha de sucessão. O governo britânico não se manifestou sobre o assunto, embora especialistas em realeza tenham questionado se o status do monarca como chefe da Igreja da Inglaterra, que atualmente não permite casamentos entre pessoas do mesmo sexo em suas igrejas, impediria que um herdeiro de uma união entre pessoas do mesmo sexo ascendesse ao trono.
O primeiro casamento entre pessoas do mesmo sexo de um membro da família real britânica ocorreu em 22 de setembro de 2018, quando Lord Ivar Mountbatten se casou com seu parceiro James Coyle em sua propriedade particular em Uffculme. Mountbatten, por meio de seu pai, David Mountbatten, é tataraneto da Rainha Vitória e primo em primeiro grau, uma vez removido, do Príncipe Philip, Duque de Edimburgo. Sua ex-esposa, Penny Mountbatten, o acompanhou até o altar. Um segundo casamento entre pessoas do mesmo sexo ocorreu em fevereiro de 2024, quando Ellen Lascelles, filha de Jeremy Lascelles e tataraneta do Rei George V, se casou com sua parceira australiana Channtel McPherson em Byron Bay, Nova Gales do Sul.

## Dados estatísticos

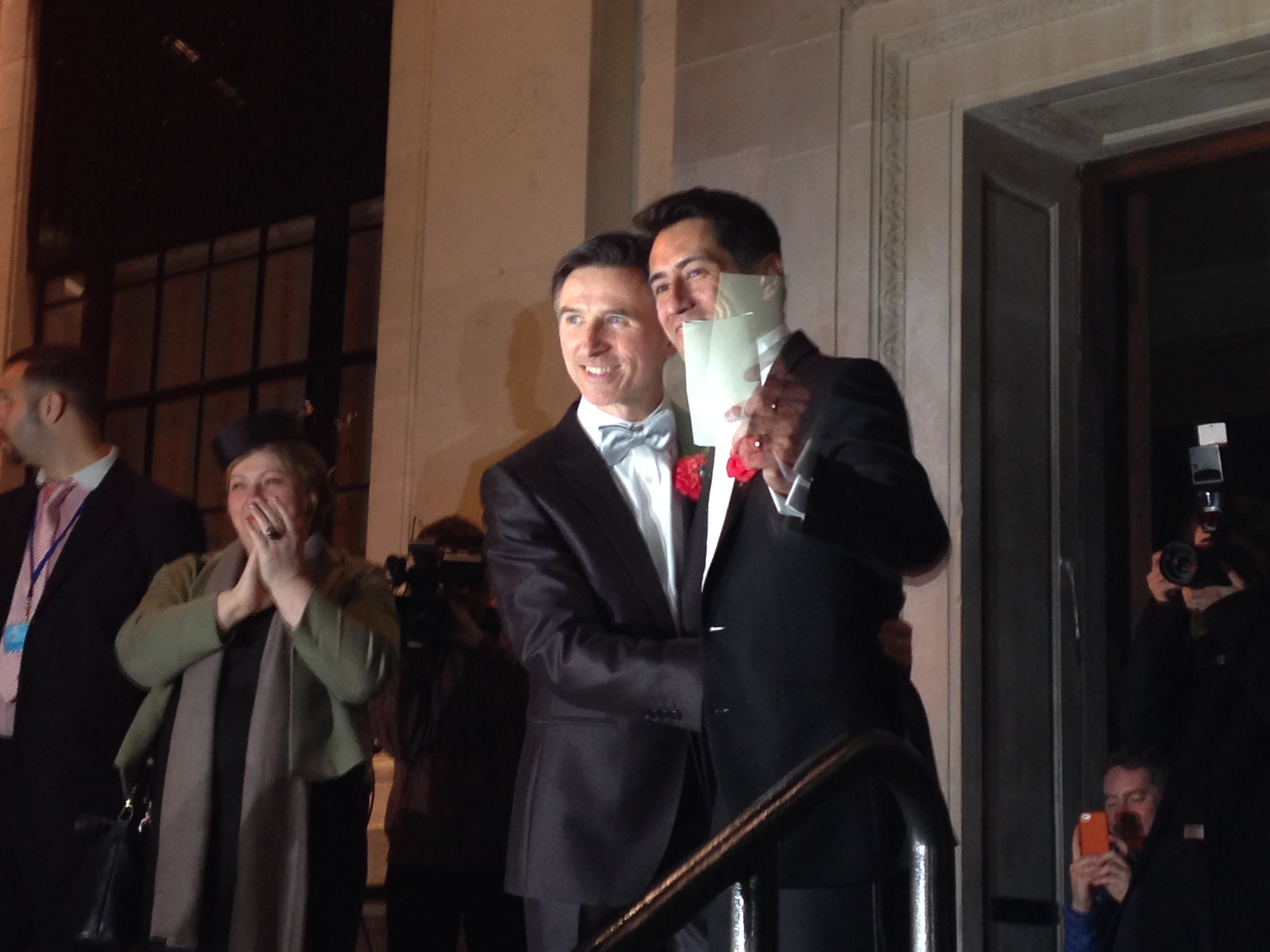
O primeiro casamento entre pessoas do mesmo sexo em Islington, Grande Londres, em 29 de março de 2014.

Entre 29 de março e 30 de junho de 2014, foram realizados 1.409 casamentos entre pessoas do mesmo sexo, sendo que 56% desses casamentos foram celebrados por casais de mulheres. Em outubro de 2015, aproximadamente 15.000 casamentos entre pessoas do mesmo sexo haviam ocorrido na Inglaterra e no País de Gales. Desses, 7.366 foram novos casamentos e 7.732 foram conversões de parcerias civis. Entre os casais, 55% eram compostos por mulheres e 45% por homens. Nesse mesmo período, o número de casais que optaram por parcerias civis diminuiu consideravelmente. Em Cheshire, por exemplo, onde cerca de 70 parcerias civis eram registradas anualmente, apenas 4 foram realizadas em 2015.
Na Escócia, nos primeiros cinco meses após a legalização, 462 casamentos entre pessoas do mesmo sexo foram realizados, representando 12% de todos os casamentos registrados nesse período. Em 2015, de acordo com os Registros Nacionais da Escócia, foram realizados 1.671 casamentos entre pessoas do mesmo sexo, sendo 935 conversões de parcerias civis e 736 novos casamentos.
A tabela a seguir apresenta o número de casamentos entre pessoas do mesmo sexo realizados na Inglaterra e no País de Gales desde março de 2014, de acordo com o Escritório de Estatísticas Nacionais. A maior parte dos casamentos entre pessoas do mesmo sexo foi celebrada em cerimônias civis; em 2014, houve 23 casamentos religiosos, 44 em 2015, 61 em 2016, 43 em 2017 e 63 em 2018. Em 2018, a idade média de casamento foi de 40,4 anos para homens e 36,9 anos para mulheres. Os números de 2020 foram menores devido às restrições impostas pela pandemia de COVID-19.
| Ano  | Casamentos entre pessoas do mesmo sexo | Casamentos entre pessoas do mesmo sexo | Casamentos entre pessoas do mesmo sexo | Conversões de parcerias | Casamentos entre pessoas do mesmo sexo | Total de casamentos |
| Ano  | Feminino                               | Masculino                              | Total                                  | Conversões de parcerias | Casamentos entre pessoas do mesmo sexo | Total de casamentos |
| ---- | -------------------------------------- | -------------------------------------- | -------------------------------------- | ----------------------- | -------------------------------------- | ------------------- |
| 2014 | 2,721                                  | 2,129                                  | 4,850                                  | 2,411                   | 247,372                                | 252,222             |
| 2015 | 3,633                                  | 2,860                                  | 6,493                                  | 9,156                   | 239,020                                | 245,513             |
| 2016 | 3,910                                  | 3,109                                  | 7,019                                  | 1,663                   | 242,774                                | 249,793             |
| 2017 | 3,884                                  | 3,048                                  | 6,932                                  | 1,072                   | 235,910                                | 242,842             |
| 2018 | 3,959                                  | 2,966                                  | 6,925                                  | 803                     | 227,870                                | 234,795             |
| 2019 | 3,861                                  | 2,867                                  | 6,728                                  | 578                     | 213,122                                | 219,850             |
| 2020 | 1,609                                  | 1,202                                  | 2,811                                  | 238                     | 89,959                                 | 85,770              |
| 2021 | 3,766                                  | 2,289                                  | 6,055                                  | 352                     | 201,653                                | 207,708             |
| 2022 | 4,896                                  | 2,904                                  | 7,800                                  | 388                     | 239,097                                | 246,897             |

O Censo do Reino Unido de 2021 revelou que havia 133.618 pessoas em parcerias civis entre pessoas do mesmo sexo e 268.522 casados do mesmo sexo na Inglaterra e no País de Gales, sendo Brighton e Hove a cidade com a maior proporção de casamentos entre pessoas do mesmo sexo em toda a Inglaterra e País de Gales.

## Desempenho religioso

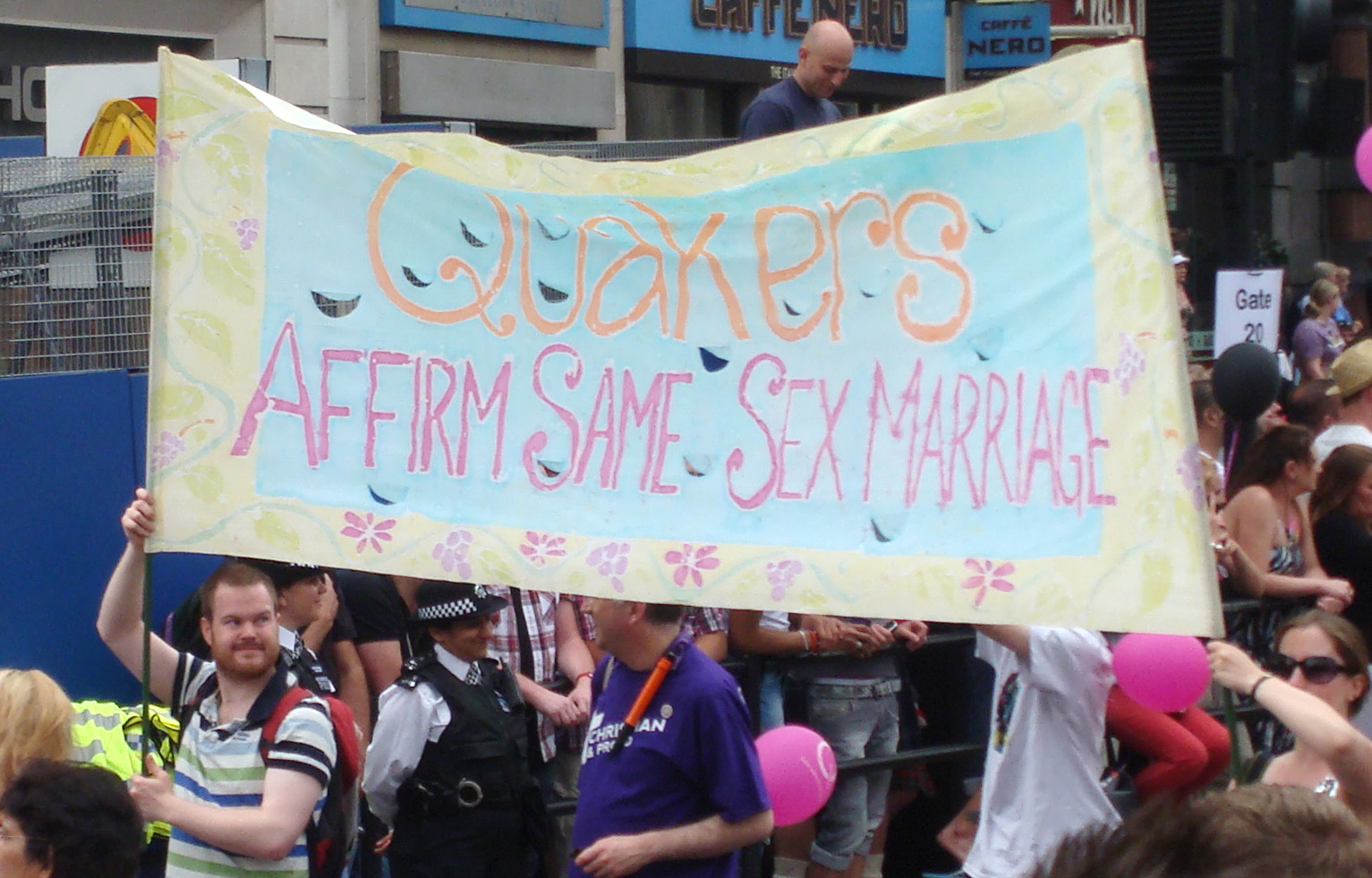
Quakers em campanha pelo casamento entre pessoas do mesmo sexo na Parada do Orgulho em Londres, 2011.

A maioria das principais organizações religiosas do Reino Unido não realiza casamentos entre pessoas do mesmo sexo em seus locais de culto, embora muitas ofereçam bênçãos a casais do mesmo sexo. Algumas pequenas denominações cristãs, como a Igreja Holandesa [en] em Londres, os quakers e os unitaristas, celebram casamentos entre pessoas do mesmo sexo. Em 2001, a Igreja Episcopal Aberta tornou-se a primeira no Reino Unido a realizar cerimónias religiosas de casamento entre pessoas do mesmo sexo. Os quakers formalizaram seu apoio ao casamento entre pessoas do mesmo sexo em 2009. Em maio de 2016, a Igreja Oasis de Waterloo, em Londres, solicitou uma licença para realizar casamentos entre pessoas do mesmo sexo. O pastor Steve Chalke afirmou: "A Igreja Oasis em Waterloo tomou a decisão. Levou algum tempo para chegarmos a ela, mas é algo que queremos fazer". Além disso, o Judaísmo Liberal e o Movimento para o Judaísmo Reformista [en] também realizam casamentos entre pessoas do mesmo sexo e têm se posicionado a favor da legalização. Os pagãos também celebram casamentos entre pessoas do mesmo sexo. O primeiro casamento religioso legalmente reconhecido entre pessoas do mesmo sexo no Reino Unido foi realizado pela Igreja da Comunidade Metropolitana em Pokesdown, Bournemouth, em 12 de abril de 2014.
Em junho de 2016, a Igreja Episcopal Escocesa tornou-se a primeira província britânica da Comunhão Anglicana a tomar medidas para permitir casamentos entre pessoas do mesmo sexo em suas igrejas. O Sínodo Geral votou favoravelmente para iniciar discussões entre as sete dioceses sobre a remoção da cláusula doutrinária que afirmava que o casamento era "entre um homem e uma mulher". A votação obteve o apoio de cinco dos sete bispos, 69% do clero e 80% dos leigos. Em junho de 2017, o Sínodo Geral aprovou oficialmente a mudança, removendo a linguagem que restringia os casamentos a um homem e uma mulher e introduzindo uma cláusula de consciência que permite aos clérigos escolherem não realizar casamentos entre pessoas do mesmo sexo. Em 20 de julho de 2017, foi anunciado que um casamento entre pessoas do mesmo sexo seria realizado na Catedral de Santa Maria [en], em Glasgow, no final do verão. Em 1º de agosto de 2017, foi realizado um casamento entre pessoas do mesmo sexo na Igreja de São João Evangelista, em Edimburgo, com a Eucaristia como parte da cerimônia. A Igreja Episcopal Escocesa, que conta com cerca de 100.000 membros, passou a oferecer casamento entre pessoas do mesmo sexo para outros anglicanos, incluindo membros de igrejas na Inglaterra e nos Estados Unidos.
Em julho de 2016, a Igreja Reformada Unida aprovou, por ampla maioria, a realização de casamentos entre pessoas do mesmo sexo em suas igrejas. Com 60.000 membros e 1.400 congregações, a Igreja se tornou a maior denominação cristã do Reino Unido a permitir casamentos entre pessoas do mesmo sexo até então. Em junho de 2021, a Igreja Metodista da Grã-Bretanha também votou para permitir o casamento entre pessoas do mesmo sexo em seus locais de culto, com 254 votos a favor e 46 contra. Uma cláusula de liberdade de consciência foi incluída, permitindo que ministros que se opusessem à prática optassem por não realizá-la. Com cerca de 164.000 membros e 4.000 igrejas, a Igreja Metodista se tornou a maior denominação cristã do país a permitir casamentos entre pessoas do mesmo sexo naquele momento. Entre os primeiros casais a se casar estava Jason e Ben McMahon-Riley, que se casaram na Igreja Metodista Fulwood, em Preston, Lancashire, em 17 de junho de 2021.
A Igreja Católica se opõe ao casamento entre pessoas do mesmo sexo e não permite que seus sacerdotes oficieilem tais cerimônias. Em dezembro de 2023, a Santa Sé publicou a Fiducia Supplicans, uma declaração que autoriza padres católicos a abençoar casais que não são considerados  casados de acordo com os ensinamentos da Igreja, incluindo casais do mesmo sexo. A Confraria Britânica do Clero Católico emitiu uma declaração em 21 de dezembro de que as bênçãos descritas na "Fiducia Supplicans" são "teologicamente, pastoralmente e praticamente inadmissíveis".
Grupos budistas também celebram casamentos entre pessoas do mesmo sexo. Em 2014, David Brazier, do Amida Trust, uma denominação budista da Terra Pura, realizou um casamento entre pessoas do mesmo sexo em Malvern, Worcestershire. Em julho de 2017, Jahed Choudhury e Sean Rogan se casaram em Walsall, West Midlands, em uma cerimônia descrita como o "primeiro casamento muçulmano entre pessoas do mesmo sexo no Reino Unido", segundo o The Independent. O primeiro casamento lésbico inter-religioso aconteceu em Leicester, em agosto de 2017, entre Kalavati Mistry e Miriam Jefferson, um casal hindu-judeu. De acordo com o Office for National Statistics, em 2021, cônjuges casados do mesmo sexo eram mais frequentemente pagãos, budistas ou não religiosos, enquanto cônjuges casados do sexo oposto tendiam a ser cristãos, muçulmanos, sikhs ou hindus. Não houve diferenças em relação aos cônjuges judeus.

### Igreja da Inglaterra
Em janeiro de 2023, os bispos da Igreja da Inglaterra se recusaram a apoiar uma mudança que permitisse o casamento de casais do mesmo sexo em suas igrejas. No entanto, os bispos aprovaram "orações de dedicação, ação de graças ou pela bênção de Deus" para casais do mesmo sexo após um casamento ou parceria civil. O Sínodo Geral da Igreja da Inglaterra [en] votou, por 250 votos a favor e 181 contra, a favor da medida no início de fevereiro. Os arcebispos Justin Welby e Stephen Cottrell declararam: "Foi um longo caminho até chegarmos a este ponto. Pela primeira vez, a [Igreja da Inglaterra] acolherá publicamente, sem reservas e com alegria, casais do mesmo sexo na igreja. A igreja continua a ter diferenças profundas sobre essas questões, que vão ao cerne de nossa identidade humana. Como arcebispos, temos o compromisso de respeitar a consciência daqueles para quem isso vai longe demais e de garantir que eles tenham todas as garantias necessárias para manter a unidade da igreja enquanto essa conversa continua". Algumas figuras da igreja, como o bispo de Oxford, Steven Croft, e a bispa de Reading, Olivia Graham, expressaram apoio às cerimônias religiosas de casamento entre pessoas do mesmo sexo na Igreja da Inglaterra.
Em março de 2023, o deputado trabalhista Ben Bradshaw [en] apresentou um projeto de lei ao Parlamento para “permitir, em determinadas circunstâncias, que padres e paróquias [da Igreja da Inglaterra] que desejem realizar casamentos entre pessoas do mesmo sexo o façam”. Uma pesquisa realizada em 2023 pelo The Times revelou que 53% dos padres da Igreja da Inglaterra apoiavam cerimônias religiosas de casamento entre pessoas do mesmo sexo.
Em 15 de novembro de 2023, o Sínodo Geral votou para permitir que o clero abençoasse casamentos entre pessoas do mesmo sexo. A medida, que foi aprovada por uma maioria estreita, entrou em vigor em 17 de dezembro de 2023. Entre os primeiros casais a receber a bênção estavam a Reverenda Catherine Bond e a Reverenda Jane Pearce, que foram abençoadas durante a Santa Eucaristia na Igreja de São João Batista, em Felixstowe, Suffolk. O Reverendo Cônego Andrew Dotchin, que realizou a bênção, descreveu o relacionamento do casal como uma "peregrinação agraciada pela bênção [de Deus]”.

### Igreja da Escócia
Em maio de 2018, a Igreja da Escócia votou a favor de elaborar novas leis que permitissem aos ministros realizar casamentos entre pessoas do mesmo sexo. A moção foi aprovada pela Assembleia Geral com um voto de 345 a 170. O comitê de questões legais recebeu dois anos para desenvolver a legislação. Em maio de 2021, a Assembleia Geral aprovou o projeto de lei com 319 votos a 217. A nova legislação inclui salvaguardas para os ministros que se opõem à realização de casamentos entre pessoas do mesmo sexo. Em abril de 2022, os presbitérios votaram a favor da legislação por 29 votos a 12, e a Assembleia Geral deu sua aprovação final em 23 de maio de 2022, com 274 votos a 136. O Reverendo Scott Rennie, ministro da Igreja da Cruz da Rainha [en], em Aberdeen, comemorou a decisão, afirmando: “Meu casamento com meu marido, Dave, nutre minha vida e meu ministério e, francamente, não acho que poderia ser ministro desta igreja sem seu amor e apoio. Ele está sempre presente em segundo plano. O casamento entre pessoas do mesmo sexo é como o casamento entre pessoas de sexos opostos e tem suas alegrias e tristezas, suas glórias e suas tensões. Na verdade, é bem normal”. Com essa votação, a Igreja da Escócia se tornou a maior igreja do Reino Unido a permitir casamentos entre pessoas do mesmo sexo.

### Igreja no País de Gales
Em setembro de 2021, a Igreja no País de Gales votou a favor de abençoar, mas não realizar, casamentos entre pessoas do mesmo sexo em suas igrejas. A medida foi aprovada por unanimidade pelos bispos, com o clero votando 28 a 12 a favor, duas abstenções, e os leigos votando 49 a 10, com uma abstenção. Gregory Cameron [en], bispo da Diocese de Santo Asafe [en], destacou que a decisão representava um "enorme passo à frente para a igreja e para todos nós no País de Gales". A medida inclui uma cláusula de consciência, permitindo que cada clérigo decida individualmente se deseja ou não oferecer as bênçãos. Cameron realizou a primeira bênção em 13 de novembro de 2021, para o padre Lee Taylor, vigário de Llangollen, e seu parceiro Fabiano da Silva Duarte.

## Casamentos consulares
De acordo com a Consular Marriage and Marriages under Foreign Law Order 2014, “um casamento consular pode ser realizado em países ou territórios fora do Reino Unido que tenham notificado o Secretário de Estado por escrito de que não há objeção à realização de tais casamentos naquele país ou território, e que não tenham revogado essa notificação posteriormente”. Os casamentos consulares entre pessoas do mesmo sexo são permitidos em 26 países: Austrália, Azerbaijão, Bolívia, Camboja, Chile, China (incluindo Hong Kong), Colômbia, Costa Rica, República Dominicana, Estônia, Alemanha, Hungria, Japão, Kosovo, Letônia, Lituânia, Mongólia, Montenegro, Nicarágua, Peru, Filipinas, Rússia, San Marino, Sérvia, Seychelles e Vietnã.
Entre junho de 2014 e o final de dezembro de 2015, foram realizados 240 casamentos consulares entre pessoas do mesmo sexo. Além disso, 140 casais converteram suas parcerias civis em casamentos. Os casamentos consulares para casais do mesmo sexo foram particularmente populares na  Austrália antes da legalização do casamento entre pessoas do mesmo sexo no país, em 2017. Até outubro de 2017, 445 casais se casaram em consulados britânicos na Austrália.

## Dependências da Coroa e Territórios Ultramarinos
O casamento entre pessoas do mesmo sexo é legal e realizado nas três Dependências da Coroa da Grã-Bretanha e em oito dos quatorze Territórios Ultramarinos.

### Dependências da Coroa
- Ilha de Man - A legislação que permite a realização e o reconhecimento do casamento entre pessoas do mesmo sexo foi aprovada pela Câmara de Keys em 8 de março de 2016 e pelo Conselho Legislativo em 26 de abril de 2016. A legislação recebeu o consentimento real em 13 de julho e entrou em vigor em 22 de julho de 2016.[239][240]
- Guernsey - Em dezembro de 2015, os Estados de Guernsey aprovaram uma moção para legislar sobre o reconhecimento e a realização do casamento entre pessoas do mesmo sexo. A Lei do Casamento entre Pessoas do Mesmo Sexo (Guernsey) de 2016 foi aprovada pelos Estados em setembro de 2016, com uma votação de 33 a 5, e obteve o consentimento real em 14 de dezembro de 2016. A lei entrou em vigor em 2 de maio de 2017, mas não se aplica às dependências de Guernsey, Alderney e Sark.[241][242][243][244]
  - Alderney - Um projeto de lei para permitir o casamento entre pessoas do mesmo sexo foi aprovado pelos Estados de Alderney em 18 de outubro de 2017. O consentimento real foi dado em 13 de dezembro de 2017, e a lei entrou em vigor em 14 de junho de 2018.[245][246]
  - Sark - Em 17 de dezembro de 2019, o Chief Pleas aprovou a legislação refletindo as disposições da lei de casamento entre pessoas do mesmo sexo de Guernsey. O projeto de lei recebeu o consentimento real do Conselho Privado em 11 de março de 2020 e entrou em vigor em 23 de abril de 2020.[247][248]
- Jersey - Em setembro de 2015, a Assembleia Estadual aprovou uma moção para introduzir legislação sobre o casamento entre pessoas do mesmo sexo. O projeto de lei foi debatido pelos Estados em 1º de fevereiro de 2018, sendo aprovado por uma votação de 42 a 1. A lei recebeu o consentimento real em 23 de maio de 2018 e entrou em vigor em 1º de julho de 2018.[249][250][251]

### Territórios no exterior
Dos quatorze Territórios Britânicos Ultramarinos, o casamento entre pessoas do mesmo sexo é permitido em oito: Akrotiri e Dhekelia, o Território Antártico Britânico, o Território Britânico do Oceano Índico, as Ilhas Falkland, Gibraltar, as Ilhas Pitcairn, Santa Helena, Ascensão e Tristão da Cunha e as Ilhas Geórgia do Sul e Sandwich do Sul.
- Akrotiri e Dhekelia - O casamento entre pessoas do mesmo sexo foi reconhecido e realizado nas Áreas de Base Soberana a partir de 3 de junho de 2014, exclusivamente para militares do Reino Unido. O primeiro casamento entre pessoas do mesmo sexo foi realizado em Dhekelia em 10 de setembro de 2016. As parcerias civis também são permitidas para militares desde 7 de dezembro de 2005.[252][253][254]
- Bermudas - Em 5 de maio de 2017, a Suprema Corte das Bermudas emitiu uma decisão favorável ao casamento entre pessoas do mesmo sexo, permitindo que vários casais do mesmo sexo se casassem nos meses seguintes.[255] No entanto, o Parlamento das Bermudas aprovou uma lei em dezembro de 2017 que substituiu o casamento entre pessoas do mesmo sexo por parcerias domésticas. A lei entrou em vigor em 1º de junho de 2018. Em 6 de junho de 2018, a Suprema Corte revogou as disposições da lei que proibiam casamentos entre pessoas do mesmo sexo, mas a decisão foi suspensa enquanto o recurso era aguardado. O governo perdeu o recurso em 23 de novembro de 2018. Em 14 de março de 2022, o Comitê Judicial do Conselho Privado confirmou o recurso do governo, encerrando o direito ao casamento entre pessoas do mesmo sexo nas Bermudas.[256][257][258]
- Território Antártico Britânico - Uma portaria sobre casamento entre pessoas do mesmo sexo entrou em vigor em 13 de outubro de 2016.[259][260]
- Território Britânico do Oceano Índico - Uma portaria sobre casamento entre pessoas do mesmo sexo foi implementada em 3 de junho de 2014. As uniões civis também são permitidas para militares desde 7 de dezembro de 2005.[252][254]
- Ilhas Cayman - As parcerias civis entre pessoas do mesmo sexo foram legalizadas após a promulgação de uma lei de parceria em 4 de setembro de 2020. Contudo, uma ação de um casal do mesmo sexo buscando o direito ao casamento foi rejeitada pelo Conselho Privado em 14 de março de 2022.[256][261]
- Ilhas Falkland - Em 30 de março de 2017, a Assembleia Legislativa das Ilhas Falkland aprovou um projeto de lei legalizando o casamento entre pessoas do mesmo sexo, com uma votação de 7 a 1. A lei recebeu o consentimento real em 13 de abril de 2017 e entrou em vigor em 29 de abril de 2017.[262][263]
- Gibraltar - Em 26 de outubro de 2016, a Lei de Emenda ao Casamento Civil de 2016 foi aprovada no Parlamento de Gibraltar com o apoio unânime de todos os 15 membros presentes. A lei recebeu o consentimento real em 1º de novembro de 2016 e entrou em vigor em 15 de dezembro de 2016.[264][265]
- Ilhas Pitcairn - Uma portaria para reconhecer e realizar o casamento entre pessoas do mesmo sexo foi aprovada por unanimidade pelo Conselho da Ilha e assinada pelo Governador Jonathan Sinclair em 5 de maio de 2015. Ela foi publicada em 13 de maio de 2015 e entrou em vigor no dia seguinte.[266][267][268]
- Santa Helena, Ascensão e Tristão da Cunha - O casamento entre pessoas do mesmo sexo é legislado em todo o território:
  - Ilha de Ascensão - Uma portaria sobre casamento entre pessoas do mesmo sexo foi aprovada por unanimidade pelos membros do Conselho da Ilha de Ascensão em 31 de maio de 2016.[269][270][271] Ela foi assinada pela governadora Lisa Honan e publicada no diário oficial em 20 de junho. A lei entrou em vigor em 1º de janeiro de 2017.[272][273]
  - Tristão da Cunha - Uma portaria estendendo a lei de casamento entre pessoas do mesmo sexo da Ilha de Ascensão para Tristão da Cunha foi emitida em 4 de agosto de 2017.[274]
  - Santa Helena - O Conselho Legislativo de Santa Helena aprovou um projeto de lei sobre o casamento entre pessoas do mesmo sexo em 19 de dezembro de 2017. Ele recebeu o consentimento real no dia seguinte.[275]
- Ilhas Geórgia do Sul e Sandwich do Sul - O casamento entre pessoas do mesmo sexo é legal no território desde 2014.[276]

- O casamento entre pessoas do mesmo sexo e as parcerias civis não são realizados ou reconhecidos em Anguilla, nas Ilhas Virgens Britânicas, em Montserrat e nas Ilhas Turcas e Caicos.

Em julho de 2022, Lord Cashman apresentou um projeto de lei à Câmara dos Lordes para legalizar o casamento entre pessoas do mesmo sexo nos seis Territórios Britânicos Ultramarinos restantes. O projeto de lei "capacitaria o governador de cada território a fazer alterações na lei do território para reconhecer a legalidade do casamento entre pessoas do mesmo sexo e permitir a solenização do casamento de casais do mesmo sexo". Sua primeira leitura foi realizada em 6 de julho de 2022. O governador das Ilhas Cayman, Martyn Roper, afirmou que a medida tem "pouca chance de progredir". Esta não foi a primeira tentativa de estender os direitos de casamento entre pessoas do mesmo sexo a todos os Territórios Britânicos Ultramarinos. Em fevereiro de 2019, um relatório do Comitê Seleto de Assuntos Estrangeiros recomendou a extensão das leis de casamento entre pessoas do mesmo sexo a todos os territórios com uma Ordem no Conselho. O líder da oposição das Ilhas Turcas e Caicos, Washington Misick, acusou o governo britânico de tentar “neutralizar a autoridade” dos territórios caribenhos. O parlamentar Chris Bryant criticou os territórios por se recusarem a permitir casamentos entre pessoas do mesmo sexo, afirmando que “querem estar sob o guarda-chuva britânico, mas não querem fazer parte do modo de vida britânico”.

## Leituras adicionais
- Smart, Carol; Heaphy, Brian; Einarsdottir, Anna (2013). Same Sex Marriages: New Generations, New Relationships [Casamentos entre pessoas do mesmo sexo: novas gerações, novas relações. Géneros e sexualidades nas ciências sociais] (em inglês). [S.l.]: Palgrave Macmillan. ISBN 9780230300231